# Leioa
Leioa (španělsky Lejona) je obec na severu Španělska. Dnes je součástí souměstí Bilbao. Nachází se v autonomním společenství Baskicko a v provincii Bizkaia, jižně od Getxa a Beranga, severně od Erandia. Žije zde přibližně 33 tisíc obyvatel.

## Historie
Její původ začíná v roce 1526, před tím byla součástí "anteiglesia de Erandio". Byla to vesnice s více než 8000 lidmi, až do šedesátých let, kdy se Bilbao začalo díky pokroku rozšiřovat. Leioa zažila nárůst populace v sedmdesátých letech a stala se součástí metropolitního Bilbaa.

## Čtvrti
- Peruri, Zuazu, Sarriena, Santsoena y Lertuche.
- Tellería, Basáñez, Artazagane, Negurigane y Aldekoane.
- Artaza, Elejalde, Ikea-Mendl, Udondo, Mendibile y Santimami.
- Pinueta, Lamiako, Los Chopos, Ondiz, Txorierri, Aketxe e Ibaiondo (Santa Ana).

## Charakter města

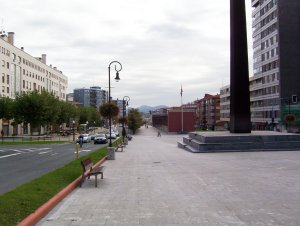
Hlavní bulvár v Leioe.

Obec si stále zachovává svojí zemědělskou minulost a mimo centrum lze vidět spoustu tradičních baskických domů s rodinnými farmami. Universidad del País Vasco má nejvíce fakult v této obci.

## Slavnosti
- 15. května: Fiestas de San Isidro
- 29. května: San Máximo (Lamiako)
- 24. června: San Juan Bautista (Elexalde)
- 8. září: Ntra. Sra. De los Remedios (Ondiz)
- 10. září: Fiestas de Udondo
- 29. září: Fiestas de San Miguel de Txopoeta
- 17. srpna: Fiestas de Santi Mami
- 24. srpna: San Bartolomé (Basaez)

## Metro
Nachází se zde dvě po sobě jdoucí stanice Linky 1 metra v Bilbau, Leioa a Lamiako.